# Кастель-Роццоне
Кастель-Роццоне (італ. Castel Rozzone) — муніципалітет в Італії, у регіоні Ломбардія,  провінція Бергамо.
Кастель-Роццоне розташований на відстані близько 470 км на північний захід від Рима, 36 км на схід від Мілана, 17 км на південь від Бергамо.
Населення — 2941 особа (2014).
Щорічний фестиваль відбувається 20 серпня. Покровитель — San Bernardo di Chiaravalle.

## Демографія
Населення за роками:

Станом на 1 січня 2023 року в муніципалітеті офіційно проживали 184 іноземці з 24 країн, серед них 13 громадян країн Євросоюзу та 3 громадяни України.

## Сусідні муніципалітети
- Арчене
- Бриньяно-Джера-д'Адда
- Лурано
- Тревільйо